# برانزویک استیشن (مین)
برانزویک استیشن(به انگلیسی: Brunswick Station) شهری در ایالت مین کشور ایالات متحده آمریکا است که جمعیت آن در سرشماری سال ۲۰۱۰ میلادی، ۵۷۸ نفر بوده‌است.